# Нікола Далмонте
Нікола Далмонте (італ. Nicola Dalmonte, нар. 17 лютого 1997, Равенна) — італійський футболіст, нападник клубу «Лугано».

## Клубна кар'єра
Народився 17 лютого 1997 року в місті Равенна. Вихованець юнацьких команд футбольних клубів «Саварна» та «Чезена».
26 квітня 2015 року Далмонте дебютував у Серії А за «Чезену» у грі проти «Дженоа» (1:3), замінивши Франко Брієнцу на 59-й хвилині. За підсумками сезону клуб вилетів з вищого дивізіону і 24 квітня 2016 року в грі проти «Трапані» в Серії Б Далмонте забив перший гол на професійному рівні.
3 травня 2016 року стало відомо, що після допінгового тесту, проведеного після матчу 15 квітня проти «Пескари» (0:1), в якому Далмонте залишився на лаві, в організмі Ніколи був виявлений клостебол, анаболічний засіб. 14 грудня футболіста було дискваліфіковано на 14 місяців, до 20 вересня 2017 року. Повернувшись до гри, Далмонте став основним гравцем, зігравши у сезоні 2017/18 30 ігор, втім за його результатами команда через фінансові проблеми припинила існування і всі гравці отримали статус вільних агентів.
31 липня 2018 року Далмонте підписав контракт з «Дженоа». 2 вересня 2018 року він дебютував за генуезький клуб  в матчі Серії А проти «Сассуоло» (3:5), втім основним гравцем не став, зігравши за сезон лише три гри за основну команду, після чого 17 липня 2019 року був відданий в оренду на сезон в швейцарське «Лугано». Станом на 1 вересня 2019 року відіграв за команду з Лугано 2 матчі в національному чемпіонаті.

## Виступи за збірні
2014 року дебютував у складі юнацької збірної Італії (U-17), загалом на юнацькому рівні взяв участь у 19 іграх, відзначившись 2 забитими голами.

## Статистика виступів

### Статистика клубних виступів
| Сезон              | Команда            | Чемпіонат          | Чемпіонат | Чемпіонат | Національний кубок | Національний кубок | Національний кубок | Континентальні кубки | Континентальні кубки | Континентальні кубки | Інші змагання | Інші змагання | Інші змагання | Усього | Усього |
| Сезон              | Команда            | Ліга               | Ігор      | Голів     | Ліга               | Ігор               | Голів              | Ліга                 | Ігор                 | Голів                | Ліга          | Ігор          | Голів         | Ігор   | Голів  |
| ------------------ | ------------------ | ------------------ | --------- | --------- | ------------------ | ------------------ | ------------------ | -------------------- | -------------------- | -------------------- | ------------- | ------------- | ------------- | ------ | ------ |
| 2014–15            | «Чезена»           | A                  | 4         | 0         | КІ                 | 0                  | 0                  | -                    | -                    | -                    | -             | -             | -             | 4      | 0      |
| 2015–16            | «Чезена»           | B                  | 4         | 1         | КІ                 | 1                  | 0                  | -                    | -                    | -                    | -             | -             | -             | 5      | 1      |
| 2016–17            | «Чезена»           | B                  | 8         | 1         | КІ                 | 0                  | 0                  | -                    | -                    | -                    | -             | -             | -             | 8      | 1      |
| 2017–18            | «Чезена»           | B                  | 30        | 3         | КІ                 | 0                  | 0                  | -                    | -                    | -                    | -             | -             | -             | 30     | 3      |
| Усього за «Чезену» | Усього за «Чезену» | Усього за «Чезену» | 46        | 5         |                    | 1                  | 0                  |                      | -                    | -                    |               | -             | -             | 47     | 5      |
| 2018–19            | «Дженоа»           | A                  | 3         | 0         | КІ                 | 0                  | 0                  | -                    | -                    | -                    | -             | -             | -             | 3      | 0      |
| 2019–20            | «Лугано»           | СЛ                 | 2         | 1         | КШ                 | 0                  | 0                  | ЛЄ                   | 2                    | 0                    | -             | -             | -             | 4      | 1      |
| Усього за кар'єру  | Усього за кар'єру  | Усього за кар'єру  | 51        | 6         |                    | 1                  | 0                  |                      | 2                    | 0                    |               | -             | -             | 54     | 6      |